# Товариство українців у Фінляндії
Товариство українців у Фінляндії (фін. Ukrainalaisten Yhdistys Suomessa ry, англ. Ukrainian Association in Finland) — громадська організація заснована у Гельсінкі у 1997 році з метою об’єднання та представлення спільноти українців, які проживають у Фінляндії, підвищення обізнаності про Україну та її культурні традиції. 

## Загальна інформація
Діяльність товариства спрямована на підтримання сильної української громади, члени якої, при збереженні їх культурної самобутності, є інтегрованими у фінське суспільство і беруть активну участь в житті в своїх громад.

## Діяльність
Основні напрями діяльності товариства включають:
- Інформація: стимулювати обговорення і підвищення рівня інформованості з питань, що мають значення для України і українського суспільства; підтримання “громадської дипломатії” між двома країнами;
- Культура: участь українського театру, хору і діячів української культури в культурних подіях у Гельсінкі і власних заходах Товариства;
- Благодійність: участь в гуманітарних і благодійних проектах, актуальних для нашої організації; постійна адресна допомога родинам вимушених переселенців та постраждалим внаслідок конфлікту в Україні;
- Соціальний напрям: регулярні зустрічі та спілкування, відзначення свят та визначних подій, взаємодопомога та наставництво з боку більш досвічених членів спільноти;
- Дитячий та сімейний напрям: проведення дитячих гуртків з розвитку української культури і мови, група спілкування для родин з дітьми, заохочення батьків до участі в громадських заходах для дітей і родин;
- Співпраця: партнерство і взаємодія з іншими організаціями в Фінляндії, в Україні, світовими українськими організаціями.

Товариство Українців у Фінляндії координує допомогу Україні та українським біженцям, які прибувають до Фінляндії із зони російсько-української війни.

## Проєкти товариства

### Центр допомоги українцям
За ініціативи та підтримки Товариства українців у Фінляндії відкрив свої двері Центр допомоги українцям, які постраждали від війни. Мета Центру – забезпечити безпечний простір для переміщених осіб з України, щоб отримати консультації, психологічну підтримку, одяг та іншу допомогу, бути платформою для надання допомоги українцям іншими неурядовими організаціями Фінляндії.
Діяльність Центру включає:
- Лаунж зону для спілкування та відпочинку
- Консультаційну зону у співпраці з іншими неурядовими організаціями
- «Вітальний пункт» з одягом та іншими товарами першої необхідності для сімей
- Кімнати для групової терапії
- Ігрову зону для дітей
- Психологічну допомогу дітям
- Комп’ютерну зону.
- Пункт допомоги з працевлаштування

Адреса: Teollisuuskatu 9F, Helsinki (Vallila)

### Український центр
Український центр – дружній простір для спілкування українців у Фінляндії, де проводяться освітні, інтеграційні, культурні та дозвільні заходи для дітей та дорослих. 
Адреса: Asemapäällikönkatu 1, Helsinki 00520.